# Abraham Ris
Abraham Ris, également appelé Abraham Ries né en 1763 environ à Hagenthal-le-Bas et mort le 19 avril 1834 à Endingen, est un rabbin suisse.

## Biographie
Rabbin à Mühringen dès 1793, il est également nommé à ce poste de 1797 à 1813 pour la région de la Forêt-Noire. En 1812, il est nommé comme maître principal et aide assistant du rabbin de Lengnau puis rabbin à Surbtalm poste qu'il occupe jusqu'à sa mort. 
Abraham Ris est le fils de Raphael Ris. Le grand-père d'Abraham s'appelait également Abraham Ris.
En l’an 2000, la famille Ris fut le sujet d’une exposition au musée juif de Suisse : Rabbin Ris. Une famille dans la région (Die Rabbiner Ris. Eine Familie in der Region).

## Littérature
- Maajan, Publikationsorgan der Schweizerischen Vereinigung für Jüdische Genealogie, revue d'Avril 2007
- Biographisches Handbuch der Rabbiner, édit. Michael Brocke et Julius Carlebach s. A., retravaillé par Carsten Wilke, première Partie : Die Rabbiner der Emanzipationszeit in den deutschen, böhmischen und großpolnischen Ländern 1781–1871, Band 2, K. G. Saur, Munich 2004, Page 742 f.